# Mercuriceratops
Mercuriceratops ("Merkurova rohatá tvář") byl rod býložravého ceratopsidního dinosaura, který žil v období geologického stupně svrchní křídy kampánu asi před 77 milióny let.

## Historie a popis
Fosilie tohoto dinosaura byly objeveny v Albertě (Kanada, souvrství Dinosaur Park) a v Montaně (USA, souvrství Judith River). Tento dinosaurus byl asi šest metrů dlouhý a vážil kolem dvou tun, průměrně velké exempláře však dosahovaly délky pouze 4 metry a hmotnosti kolem 1000 kilogramů. Objeveny byly části jeho lebečního límce, díky kterým získal i své rodové jméno (mají tvar křídel, podobných těm, která měl podle legendy na své přilbě antický bůh Merkur). Mercuriceratops je zatím nejstarším známým chasmosaurinem, který předchází svým mladším příbuzným o několik milionů let. Je dokladem skutečnosti, že lebeční límce rohatých dinosaurů byly vývojem vytvarovány do nepřeberného množství tvarů a velikostí.